# Selenodolsk
Selenodolsk (russisch Зеленодольск; tatarisch Яшел Үзән Yäşel Üzän) ist eine Stadt in Russland in der Republik Tatarstan. Sie liegt am nördlichen Ufer der Wolga, 38 km westlich der Republikhauptstadt Kasan, und hat 97.674 Einwohner (Stand 14. Oktober 2010).

## Geschichte
Selenodolsk wurde auf dem Gebiet des tscheremissischen Dorfes Parat gegründet. Im Jahr 1865 wurde dieser Ort unter dem Namen Kabatschischtschi erwähnt. Seit 1897 wurde das Dorf Paratski Saton (Paratsk) genannt. Von 1928 an hieß die Siedlung Seljony Dol (Зелёный Дол), woraus sich dann der heutige Name entwickelte, welchen der Ort im Jahr 1932 gleichzeitig mit Verleihung der Stadtrechte bekam.

### Bevölkerungsentwicklung
| Jahr | Einwohner |
| ---- | --------- |
| 1939 | 30.230    |
| 1959 | 60.472    |
| 1970 | 76.961    |
| 1979 | 84.504    |
| 1989 | 94.079    |
| 2002 | 100.139   |
| 2010 | 97.674    |

Anmerkung: Volkszählungsdaten

## Wirtschaft
Von Bedeutung für die Stadt sind die Holzverarbeitung, die Möbelherstellung und die Konfektionsindustrie. Seit 1895 ist hier mit der Schiffswerft Selenodolsk ein wichtiger Schiffbaustandort. In der Umgebung von Selenodolsk gibt es mehrere heilklimatische Kurorte, außerdem spielt die Landwirtschaft eine wichtige Rolle.

## Bildung
Selenodolsk besitzt eine Zweigstelle der Kasaner Staatlichen Universität sowie eine Fachschule für Maschinenbau und eine medizinische Berufsschule, mehrere private akademische Bildungseinrichtungen und eine Berufsschule für Schiffbau.
Die Stadt hat 24 allgemeinbildende Schulen, wobei der Großteil davon den Namen Gymnasium bzw. Lyzeum tragen.

## Kultur

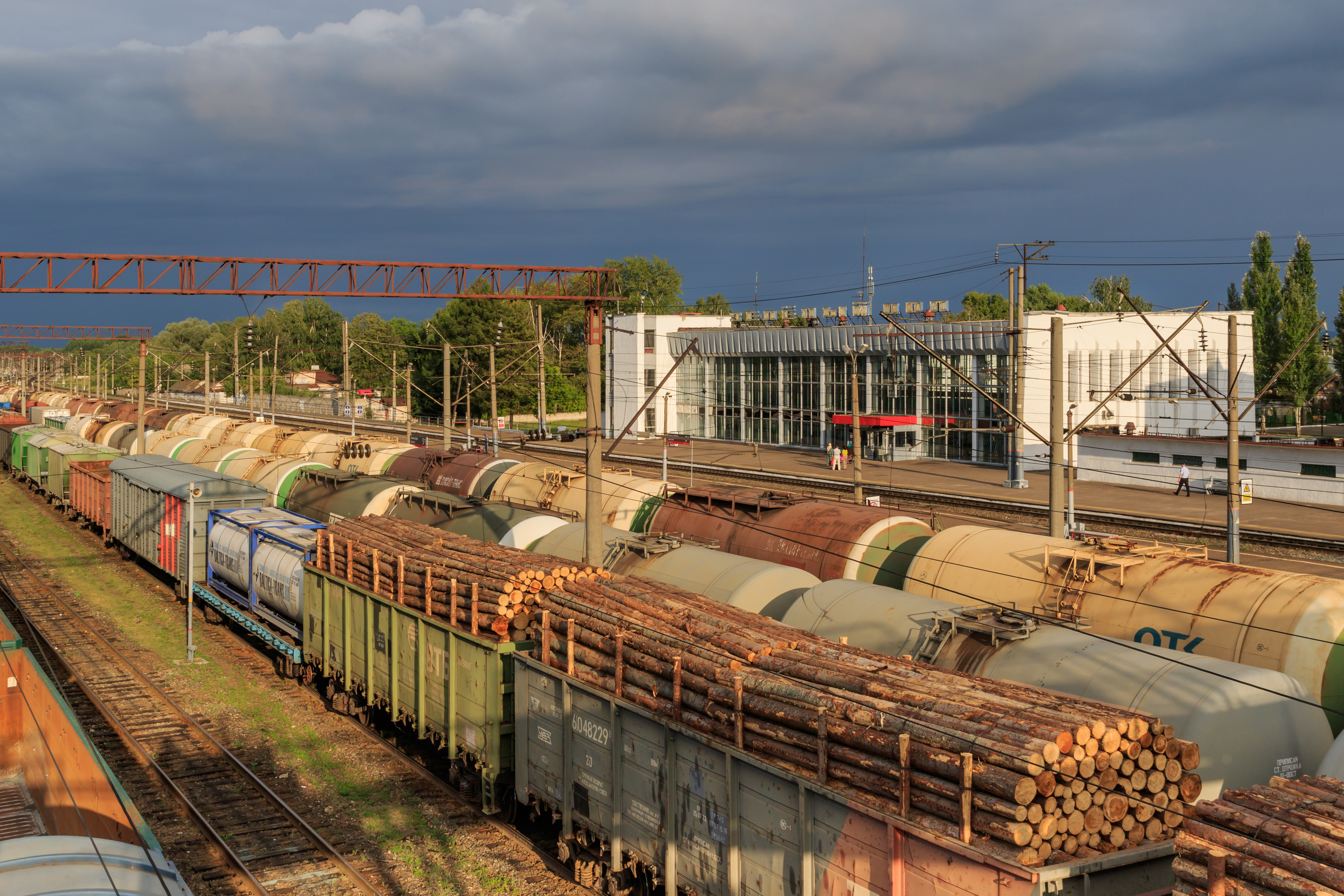
Bahnhof in Selenodolsk

21 km entfernt von Selenodolsk gibt es ein Mutter-Gottes-Kloster. Die Stadt selbst verfügt über drei Kulturhäuser, die über große Zuschauerräume verfügen. Diese sind mit Bühnen und Orchestergräben ausgestattet. Ferner gibt es im Stadtteil Mirny eine Kultureinrichtung für Jugendliche, in der mehrere Tanz- und Theatergruppen untergebracht sind.
Die Stadt verfügt außerdem über Jugendsportschule, Jugendkunstschule und über eine Musikschule. Der Bevölkerung stehen auch mehrere Bibliotheken (der beiden Kulturhäuser, der Stadtverwaltung sowie mehrere Stadtteilbibliotheken) zur Verfügung.
In der Stadt sind ein Museum für Heimatkunde und Ethnographie vorhanden. Außerdem kann man das Museum der Gorki-Schiffsfabrik besichtigen. Das Gymnasium Nummer 3 verfügt über ein Museum für Kosmonautik. In dem Museum sind zahlreiche Kopien der Fluggeräte vorhanden, außerdem Teile der Kosmonautenausrüstung.
Unweit der Stadt, auf einer Wolga-Insel gelegen, kann das Swijaschsk-Kloster besichtigt werden, dessen Bauten wichtige Zeugnisse der russischen Baukunst sind.

## Söhne und Töchter der Stadt
- Larissa Djadkowa (* 1952), Opernsängerin
- Dina Garipowa (* 1991), Sängerin
- Ilja Roschkow (* 2005), Fußballspieler